# The Maccabees
The Maccabees var en engelsk indierockgrupp som bildades i Brighton, men från början kom från södra London. De släppte sitt första album, Colour It In, 2007.

## Namn
Gruppen kom på namnet genom att bläddra genom Bibeln och välja ut ett slumpvalt ord. Trots att bandet har ett namn med religiös koppling, påstod Orlando Weeks, sångaren i bandet, att ingen i bandet är religiös i en intervju på Steve Lamacqs show på BBC. 

## Historia
Deras debutsingel, "X-Ray", släpptes på Promise Records den 28 november 2005, och spelades på radiostationen Xfm London. De fick väldigt lite uppmärksamhet, men när deras andra singel, "Latchmere", släpptes sex månader senare, fick de desto mer uppmärksamhet i media. 
Musikgruppen, som för närvarande är på skivbolaget Fiction Records, släppte sitt debutalbum, Colour It In, i september 2006. Eftersom en tidig kopia av albumet hamnade på NewYork Times, blev skivan möjlig att ladda ner exklusivt på Itunes den 16 december, innan den släpptes på riktigt den 14 maj, i ett försök att bekämpa läckan. Efter att ha släppt singlarna "First Love" och "About Your Dress" turnerade de i USA med gruppen Bloc Party. En turné i Storbritannien följde i oktober 2007, som nådde sin topp med en slutsåld spelning på Roundhouse, London. 
Bandet splittrades 2017.

## Medlemmar
Senaste medlemmar
- Orlando Weeks – sång, gitarr, keyboard (2004–2017)
- Hugo White – gitarr, bakgrundssång (2004–2017)
- Felix White – gitarr, bakgrundssång (2004–2017)
- Rupert Jarvis (f. Rupert Shepherd) – basgitarr (2004–2017)
- Sam Doyle – trummor (2008–2017)

Tidigare medlemmar
- Robert Dylan Thomas – trummor (2004–2008)
- Will White – keyboard, synthesizer, sampler (2010–2013)

## Diskografi
Studioalbum
- Colour It In (2007)
- Wall of Arms (2009)
- Given to the Wild (2012)
- Marks to Prove It (2015)

Singlar (topp 50 på UK Singles Chart)
- "First Love" (2006) (#40)
- "About Your Dress" (2007) (#33)
- "Precious Time" (2007) (#49)
- "Love You Better" (2009) (#36)

EPs
- You Make Noise, I Make Sandwiches (2004)
- Toothpaste Kisses (2007)